# Mono Lake Tufa State Natural Reserve
Il Mono Lake Tufa State Natural Reserve è un parco Statale della California orientale ubicato nella contea di Mono vicino al confine con il Nevada. Il parco sorge sulla sponda meridionale del Lago Mono. Il parco è celebre per le colonne di tufo calcareo. La riserva venne istituita dallo stato della California nel 1981 per preservare le colonne di tufo emerse dalla superficie del lago a seguito del suo parziale ritiro.

## Ubicazione geografica e accessi

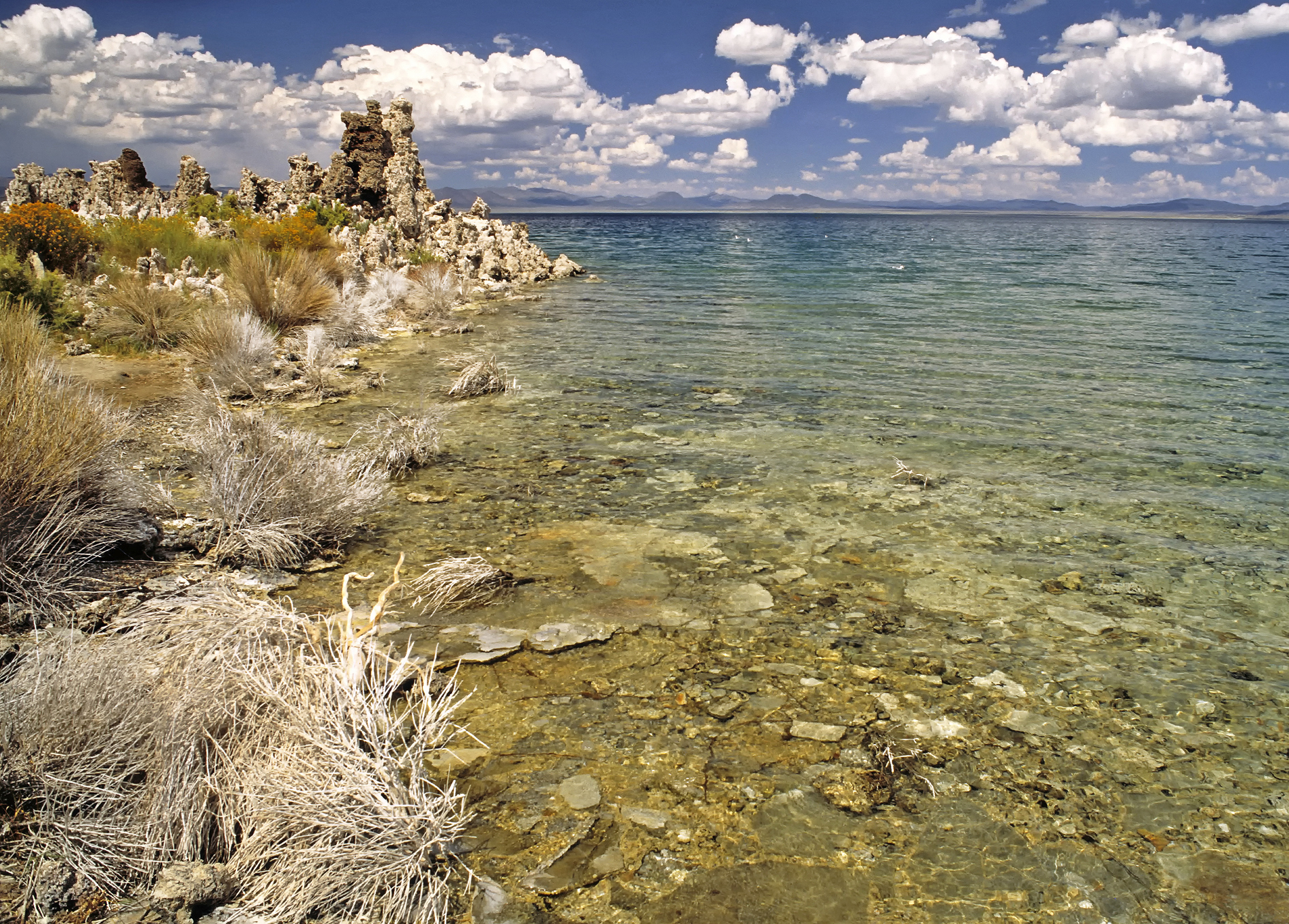
Mono Lake Tufa State Reserve

Il parco è ubicato sulla sponda Sud del Lago Mono e si trova 15 miglia ad Est del parco nazionale di Yosemite e 2 miglia a Nord rispetto al villaggio di Lee Vining.
Il parco è accessibile in due punti: sul vertice Sud Ovest del Monolake è presente un'uscita dalla U.S. Route 395 che porta direttamente al visitor center. Diversamente procedendo 5 miglia a Sud del Lago sulla U.S. Route 395 è presente un'uscita che porta sulla Monolake Basin Road. Percorrendo la strada appena citata si raggiunge la Mono Lake South Tufa Area dove è presente un parcheggio. Dal parcheggio parte il sentiero battuto che consente di visitare le torri di tufo più imponenti del parco.

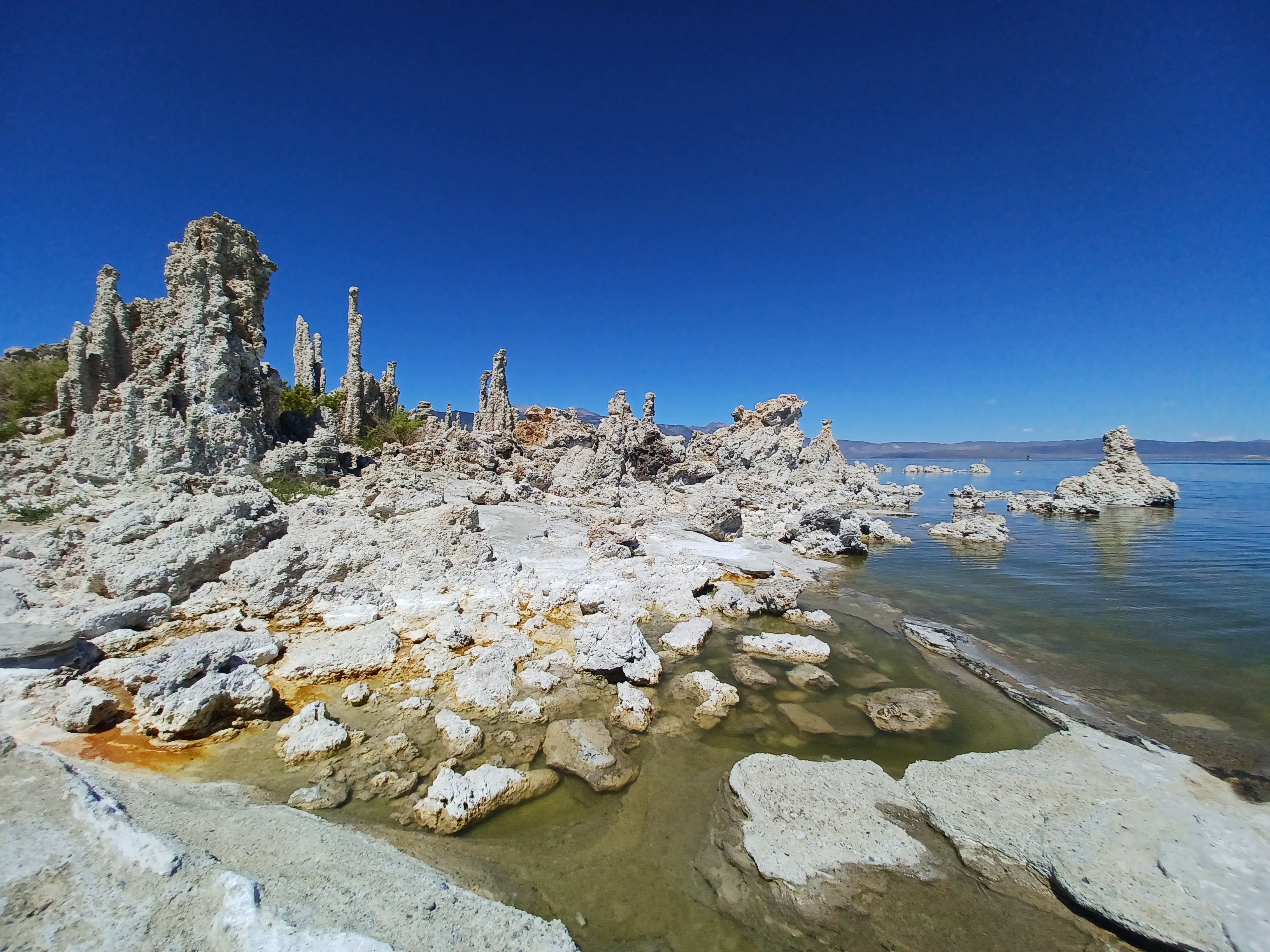
Vista sulle colonne di tufo, zona Mono Lake South Area

.

## Le colonne di tufo
Il Lago Mono presenta sorgenti sotterranee di acqua fresca ricche di calcio. In aggiunta le acque del lago sono ricche di carbonati. I carbonati reagendo chimicamente con il calcio danno vita al calcare che precipitando si deposita sul fondale. Nel corso dei secoli l'accumulo di calcare ha portato alla formazione delle colonne di tufo calcareo attualmente presenti. Lo svuotamento del lago, causato dallo sfruttamento eccessivo delle acque, ha fatto emergere le colonne di tufo. Alcune delle colonne raggiungono i 3 metri di altezza.